# 克里斯托瓦爾 (獨立省)
18°26′0″N 71°23′48″W / 18.43333°N 71.39667°W
克里斯托瓦爾（西班牙語：Cristóbal），是多明尼加共和國的城鎮，位於該國西南部，由獨立省負責管轄，面積151.72平方公里，2012年人口5,908，人口密度每平方公里39人。